# Свети Георги (Даневка)
„Свети Георги“ или Георгиевският Даневски манастир е женски манастир на Черниговската епархия на Украинската православна църква (Московска патриаршия), намиращ се в село Даневка, Козелецки район на Черниговска област, Украйна.

## История
Манастирът е основан през 1654 г. върху земя, закупена от местната помешчица Татяна Войнилиха за 60 злоти от монасите от Козелецкия манастир „Св. Троица“, които построяват тук дървена църква „Свети Георги Победоносец“.
През 1687 г. село Даневка е дарено на манастира, по-късно и Опенки, Гламазди, Жуляки и Лихолетки.
През 1741 г. започва строителството на тухлена катедрала в украински бароков стил, с парите на сестрата на Алексей и Кирил Разумовски, Вера. Тя е осветена през 1770 г. Игумен Гавриил Великошапка привлича значителни средства за построяването на манастира, като изходатайства от Киевския митрополит Рафаил грамота „да изпроси“ пари „от боголюбиви дарители“; сред които са императрица Елизавета Петровна (тя дарява 2000 рубли – значителна сума по това време) и великия княз Пьотър Фьодорович (500 рубли).
Преди реформата на Екатерина II наблизо съществуват два манастира, но през 1786 г. „Света Троица“ е опразнен и през 1811 г., в другия манастир е построена църква със същото име.
Главните светини на манастира са чудотворната икона на великомъченик Георги и иконата на Богородица „Аз есмь с вами и никтоже на вы“ (Аз съм с вас и никой не ще ви устои) изрисувана в Леушинския манастир „Йоан Кръстител“ по лична поръчка на св. Йоан Кронщадски).
В края на XIX – началото на XX век на страниците на „Енциклопедичния речник на Брокхаус и Ефрон“ манастирът е посочен като Юриевски-Козелецки и Козелецки-Георгиевски. В него се казва още, че „игумен Йосиф Исаевич, който се радваше на благоволението на Минич, и абат Дионисий Шугаев направиха много за манастира“.
След Октомврийската революция манастирът става женски, а през 1934 г. е затворен.
От 1937 г. на територията на манастира е изграден пансион за инвалиди и възрастни хора.
Манастирът е върнат на Украинската православна църква през 1995 година.